# Gasteropelecus
Gasteropelecus is een geslacht van straalvinnige vissen uit de familie van de bijlzalmen (Gasteropelecidae). De vissen komen voor in diverse delen van Panama en Zuid-Amerika, met name in de Amazonerivier. Het zijn populaire aquariumvissen.

## Soorten
Er zijn drie soorten beschreven binnen het geslacht:
- Gasteropelecus levis (Eigenmann, 1909)
- Gasteropelecus maculatus Steindachner, 1879
- Gasteropelecus sternicla (Linnaeus, 1758)